# Fédération hongroise des échecs
La Fédération hongroise des échecs (en hongrois : Magyar Sakk Szövetség - MSSz) est l'organe national chargé de gérer et de promouvoir la pratique des échecs en Hongrie. Elle a été fondée en 1921.
Le président est Miklós Seszták. Le siège se trouve à Budapest.

## Joueurs d'échecs hongrois
- Lajos Portisch, grand maître international
- Judit Polgár, grand maître international
- Péter Lékó, grand maître international